# Axinaea fallax
Axinaea fallax är en tvåhjärtbladig växtart som beskrevs av Henry Allan Gleason. Axinaea fallax ingår i släktet Axinaea och familjen Melastomataceae.
Artens utbredningsområde är Colombia. Inga underarter finns listade i Catalogue of Life.